# تامر حسین
تامر عبد المنعم حسین (انگلیسی:Tamer Abdelmoneim Hussein؛ متولد ۲۲ نوامبر ۱۹۷۴ در قاهره) یک تکواندوکار مصری است که در کلاس پروزن مردان شرکت کرد. وی در مسابقات قهرمانی تکواندو جهان (۱۹۹۱ و ۱۹۹۷) در وزن ۷۰ کیلوگرم مردان، دو مدال به دست آورد و در بازی‌های المپیک تابستانی ۲۰۰۴ به نمایندگی از کشور خود مصر شرکت کرد و به مقام پنجم دست یافت.
حسین در کلاس پروزن مردان (۶۸ کیلوگرم) به عنوان یک تکواندوکار ۲۹ ساله در تیم ملی مصر به بازی‌های المپیک تابستانی ۲۰۰۴ در آتن، راه یافت. در این راه، با شکست محمد عمرانی از تونس در مسابقات مقدماتی المپیک آفریقا در زادگاه خود قاهره، به مقام برتر رسید و صعود خود را قطعی کرد. حسین بازی اول خود را ۸–۱ به هوانگ چی هسیونگ از چین تایپه واگذار کرد، اما به دنبال صعود هوانگ به بازی نهایی، به مسابقات شانس مجدد راه یافت و فرصتی پیدا کرد تا یک مدال برنز المپیکی دیگر برای مصر بدست آورد. در مسابقات شانس مجدد، حسین در برابر تونکای کالیسکان از اتریش، که قهرمان دو دوره المپیک شده بود، به پیروزی قاطعانه ۸–۴ دست یافت، اما با شکست ۶–۸ در برابر سانگ میونگ-سئوب از کره جنوبی، المپیک خود را با قرار گرفتن در مقام پنجم به پایان رساند.